# Cipocereus bradei
Cipocereus bradei är en kaktusväxtart som först beskrevs av Curt Backeberg och Voll, och fick sitt nu gällande namn av Barthlott och Nigel Paul Taylor. Cipocereus bradei ingår i släktet Cipocereus och familjen kaktusväxter. Inga underarter finns listade i Catalogue of Life.